# Echinopodium argentinense
Echinopodium argentinense är en tvåvingeart som beskrevs av Duret 1975. Echinopodium argentinense ingår i släktet Echinopodium och familjen svampmyggor. Inga underarter finns listade i Catalogue of Life.